# Orville H. Platt

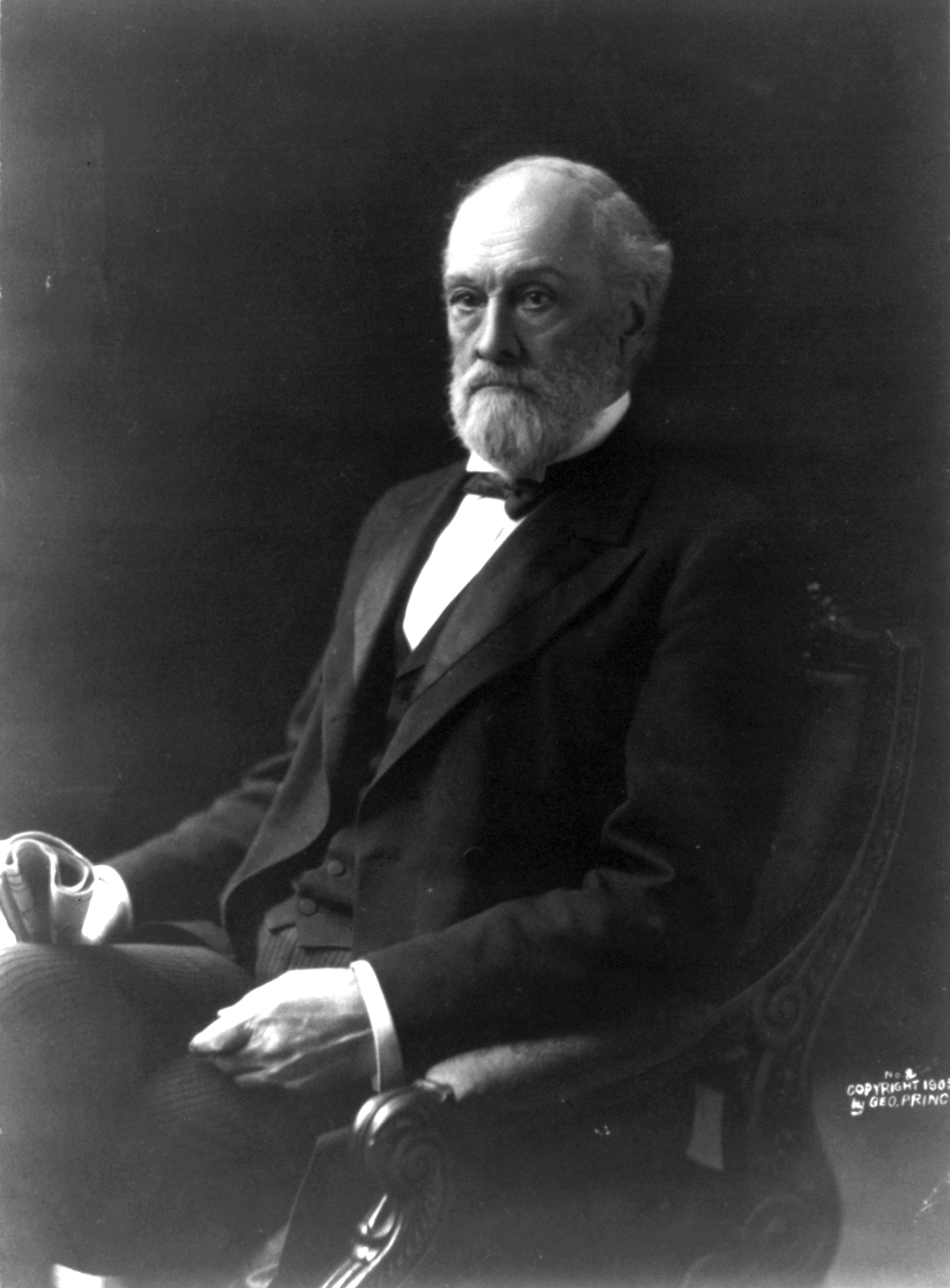
Orville H. Platt

Orville Hitchcock Platt (* 19. Juli 1827 in Washington, Litchfield County, Connecticut; † 21. April 1905 in Meriden, Connecticut) war ein US-amerikanischer Politiker (Republikanische Partei), der den Bundesstaat Connecticut im US-Senat vertrat.
Nach dem Besuch der öffentlichen Schule machte Orville Platt seinen Abschluss an der Gunnery, einem auf das Studium vorbereitenden Internat in seiner Heimatstadt Washington. Danach wurde er in Litchfield in den Rechtswissenschaften ausgebildet, trat 1850 in die Anwaltskammer ein und begann zunächst in Towanda (Pennsylvania) als Jurist zu praktizieren. Noch im selben Jahr ließ er sich mit seiner Kanzlei in Meriden nieder. Von 1855 bis 1856 arbeitete er als Verwaltungsangestellter (Clerk) im Senat von Connecticut, dem er später in den Jahren 1861 und 1862 selbst angehörte. Zwischenzeitlich fungierte er 1857 als Secretary of State von Connecticut. 1864 und 1869 saß er jeweils im Repräsentantenhaus des Staates; in seiner zweiten Amtsperiode war er der Speaker dieser Parlamentskammer.
Von 1877 bis 1879 war Platt Staatsanwalt im New Haven County, ehe er zum US-Senator gewählt wurde. Am 4. März 1879 trat er in Washington, D.C. die Nachfolge des Demokraten William Henry Barnum an. In den Jahren 1885, 1891, 1897 und 1903 gelang ihm jeweils die Wiederwahl, sodass er bis zu seinem Tod im April 1905 im Senat verblieb. Während dieser Zeit war er Vorsitzender zahlreicher Ausschüsse, darunter das Committee on Patents, das Committee on Pensions, das Committee on Territories, das Committee on Cuban Relations und der Justizausschuss. Aufgrund seines großen Einflusses im Senat wurde er zeitweise zu den sogenannten Senate Four gezählt, zu denen außerdem John Coit Spooner aus Wisconsin, William B. Allison aus Iowa und Nelson W. Aldrich aus Rhode Island gehörten. Da er ebenso gegen den Sherman Antitrust Act stimmte wie gegen ein Gesetz zur Einführung des Acht-Stunden-Tages, wurde er von Gewerkschaftsvertretern stark angegriffen und als Reaktionär bezeichnet. Das Platt Amendment von 1901, das die Bedingungen für den Rückzug der amerikanischen Truppen von Kuba nach dem Spanisch-Amerikanischen Krieg regelte und die amerikanisch-kubanischen Beziehungen bis Mai 1934 bestimmte, trägt seinen Namen, da er diesen Gesetzentwurf im Senat einbrachte.
Orville Platt starb am 21. April 1905 in Meriden und wurde in seinem Heimatort Washington beigesetzt. Eine High School in Meriden trägt seinen Namen.